# Hada (köpinghuvudort i Kina, Liaoning Sheng, lat 41,97, long 124,14)
Hada är en köpinghuvudort i Kina. Den ligger i provinsen Liaoning, i den nordöstra delen av landet, omkring 64 kilometer öster om provinshuvudstaden Shenyang. Antalet invånare är 18 461. Befolkningen består av 8 990 kvinnor och 9 471 män. Barn under 15 år utgör 11,0 %, vuxna 15-64 år 78 %, och äldre över 65 år 10,0 %.
Runt Hada är det ganska tätbefolkat, med 90 invånare per kvadratkilometer. Närmaste större samhälle är Qiandian, 14,3 km sydväst om Hada. Omgivningarna runt Hada är en mosaik av jordbruksmark och naturlig växtlighet.
Genomsnittlig årsnederbörd är 1 120 millimeter. Den regnigaste månaden är juli, med i genomsnitt 254 mm nederbörd, och den torraste är januari, med 9 mm nederbörd.